# موسى (فريولي فينيتسيا جوليا)
موسّى ((بالسلوفينية: Moš)‏؛ Friulian) هي كوميون (بلدية) تقع في منطقة فريولي فينيتسيا جوليا الإيطالية، وتقع على بعد قرابة 40 كيلومتر (25 ميل) شمال غرب ترييستي و5 كيلومتر (3 ميل) غرب غوريزيا.
اشتق اسمها من الألمانية القديمة "Moos Au". 
تقع موسّى على حدود البلديات التالية: كابريفا دل فريولي (إيطاليا)، فارا ديسونتسو، غرتسية، سان فلوريانو ديل كوليو، سان لورينتسيو إيزنتينو.